# Carmen Jóia
Carmen Jóia Morales (Birigui, 30 de maio de 1931 - Brasília, 1990) foi uma miss, atriz, cantora, modelo e apresentadora brasileira.

## Biografia
Filha dos imigrantes espanhóis Ramón Morales Joya e Amalia Sola Anguita, foi eleita Miss Garoa e candidatou-se ao título de Miss São Paulo em 1949. Iniciou sua carreira artística como garota propaganda, no início dos anos 50, na TV Record. Em seguida iniciou carreira de cantora na TV Tupi, interpretando canções espanholas e brasileiras.
No ano de 1958, atuou no filme "Paixão de Gaúcho", iniciando sua carreira de atriz, ocasião em que adotoou o nome artístico Carmem Joia. Fez ainda, atuando ao lado de Mazzaropi, "Chofer de Praça", em 1959, no papel de Rita e "Escravos do Amor das Amazonas", uma produção estrangeira, em 1957. Fez ainda novelas na TV Tupi, como "A Cor de Sua Pele", onde foi Alice, e "O Cara Suja", no papel de Marília, ambas de 1965.
Dedicou-se então à carreira de cantora, na qual obteve relativo êxito, entre o fim dos anos 60 e começo de 1970.
Na gravadora Tapecar/Multidisco lançou "Biografia do Samba" e "Samba no Duro". Teve melhor sorte na gravadora Japoti, onde gravou pela primeira vez a canção "A Noite e a Despedida", que mais tarde foi um grande sucesso da cantora Ângela Maria. Neste disco havia além de Carmen, a participação de Célio Roberto, Célia Regina e Adônis. Em outro disco gravou "Preciso Aprender" e "Ausência". Seu melhor momento foi com um compacto de 1975, com a canção "Moça Triste", onde finalmente conseguiu muito êxito, sendo bem tocada nas rádios. Neste disco gravou também "Presente de Aniversário". Em 1979, na Gravadora Copacabana, gravou "Nem Adeus, Nem Despedida", "A Outra", "Com Muito Amor" e "Dê-me Outra Chance".